# Love Deluxe (альбом Sade)
Love Deluxe — четвёртый студийный альбом английской группы Sade, выпущен в 1992 году на лейбле Epic Records. В 1994 году Love Deluxe был сертифицирован RIAA как 4х платиновый.

## Список композиций
1. «No Ordinary Love» (Ш. Аду, С. Мэтьюмен) — 7:20
2. «Feel No Pain» (Ш. Аду, Э. Хэйл, С. Мэтьюмен) — 5:08
3. «I Couldn’t Love You More» (Ш. Аду, П. Денмен, Э. Хэйл, С. Мэтьюмен) — 3:49
4. «Like a Tattoo» (Ш. Аду, Э. Хэйл, С. Мэтьюмен) — 3:38
5. «Kiss of Life» (Ш. Аду, П. Денмен, Э. Хэйл, С. Мэтьюмен) — 5:50
6. «Cherish the Day» (Ш. Аду, Э. Хэйл, С. Мэтьюмен) — 5:34
7. «Pearls» (Ш. Аду, Э. Хэйл) — 4:34
8. «Bullet Proof Soul» (Ш. Аду, Э. Хэйл, С. Мэтьюмен) — 5:26
9. «Mermaid» (П. Денмен, Э. Хэйл, С. Мэтьюмен) — 4:23

## Синглы
- «No Ordinary Love» (Epic, 1992)
- «Feel No Pain» (Epic, 1992)
- «Kiss of Life» (Epic, 1993)
- «Cherish the Day» (Epic, 1993)

## Участники записи
- Шаде Аду (англ. Sade Adu) — вокал
- Стюарт Мэтьюмен (англ. Stuart Matthewman) — гитара, саксофон
- Пол С. Денмен (англ. Paul S. Denman) — бас
- Эндрю Хэйл (англ. Andrew Hale) — клавишные
- Лерой Осборн (англ. Leroy Osborne) — вокал
- Тони Плит (англ. Tony Pleeth) — виолончель
- Мартин Дичем (англ. Martin Ditcham) — барабаны, ударные

## Позиции в чартах
Чарты Великобритании
- UK Top 40 — 10

Чарты Соединённых Штатов
- The Billboard 200 — 3
- Top R&B/Hip-Hop Albums — 2